# Диакези, Марк
Марк Диакези — английский боец смешанных единоборств конголезского происхождения, выступавший под эгидой UFC с 8 октября 2016 по 2023 год в легком весе. Чемпион организации BAMMA в лёгком весе.

## Биография
Марк Диакези родился 16 марта 1993 года в США. С детства начал увлекаться спортом. Сначала его привлекал футбол, но потом его сердце покорили смешанные единоборства и 17 лет он начал ими заниматься, чтобы быть всегда в хорошей форме и избегать неприятностей. Прежде чем стать настоящим профессионалом, Марк работал инженером-железнодорожником.

## Спортивная карьера

### Первый опыт
Первый свой бой Марк провел как любитель в 2010 году как любитель и выиграл. После ещё 8 успешных боев с рекордом 9-0-0 Марк перешёл на профессиональный уровень.

### BAMMA
После четырёх побед в разных региональных промоушенах Марк подписал контракт с организацией BAMMA. 13 сентября 2014 года Диакези дебютировал в BAMMA проведя бой с Джефферсонром Джорджемна событии BAMMA 16 — Daley vs. da Rocha и выиграл единогласным решением судей. А в декабре победил решением Вернона О’Нила единогласным решением.
В марте 2015 года Марк Диакези провел бой против Джека МакГанна за титул чемпиона в легком весе. После трех раундов по пять минут суд единогласно признал победу Марка. После Диакези успешно провел первую защиту титула против Рика Сельваджа на турнире BAMMA 22 — Duquesnoy vs. Loughnane. А в феврале 2016 года Марк подписал новый контракт с промоушеном и три месяца спустя успешно защитил свой титул во второй раз, нокаутировав на 36 секунде первого раунда Кейна Муасу.

### Ultimate Fighting Championship
После второй успешной защиты титула чемпиона Марк Диакези подписывает контракт с популярнейшей лигой боев — UFC. На тот момент рекорд у Марка составлял 9-0-0. Первый свой бой в UFC он провел на турнире UFC 204: Биспинг — Хендерсон 2 против Лукаша Соевски. Марк победил своего противника техническим нокаутом во втором раунде.
Марк вернулся в клетку октагона в декабре 2016 года против Фрэнки Переса UFC Fight Night 102: Льюис — Абдурахимов. Тогда Диакези снова одержал победу единогласным решением. А после Марк успешно справился с Тиему Паккаленном, нокаутировав соперника за 30 секунд.
7 июля 2017 года на турнире UFC The Ultimate Fighter 25 Finale Марк потерпел свое первое поражение в карьере, проиграв раздельным решением Драккару Клозе. А после последовало ещё два поражения подряд от Дэна Хукера удушением сзади и Насрата Хакпараста единогласным решением. Лишь спустя 8 месяцев Марк Диакези смог вернуться в клетку и выиграть единогласным решением у Джозефа Даффи на турнире UFC Fight Night 147: Тилл — Масвидал и через полгода у Лэндо Ваннаты тем же способом
На турнире UFC Fight Night 172: Фигередо — Бенавидез 2 Диакези проиграл единогласным решением азербайджанскому бойцу Рафаэлю Физиеву. А потом на турнире UFC Fight Night 197: Холлуэй — Родригес удушением Рафаэлю Алвесу. 
После двух поражений подряд Марк смог одержать ещё две победы подряд (все две единогласным решением) над Вячеславом Борщевым и Дамиром Хаздовичем.
На турнире UFC on ESPN: Томпсон vs. Холланд Марк Диакези уступил американскому бойцу Майклу Джонсону единоглассным решением судей.
После второго поражения подряд Марк побеждает Кауле Фернандеса раздельным решением судей на турнире UFC Fight Night: Алмейда vs. Льюис

## Личная жизнь
У Марка Диакези двое детей — сын Джуниор и дочь Матильда.

## Статистика боев ММА
| Боёв 26  | Побед 18 | Поражений 8 |
| -------- | -------- | ----------- |
| Нокаутом | 6        | 1           |
| Сдачей   | 1        | 3           |
| Решением | 11       | 4           |

| Результат | Рекорд | Соперник           | Способ                                         | Турнир                                      | Дата             | Раунд | Время | Место                  | Примечание                                        |
| --------- | ------ | ------------------ | ---------------------------------------------- | ------------------------------------------- | ---------------- | ----- | ----- | ---------------------- | ------------------------------------------------- |
| Победа    | 18-8   | Гаджи Рабаданов    | KO (удары)                                     | PFL 3 (2025)                                | 18 апреля 2025   | 1     | 0:32  | Орландо, Флорида, США  | Четвертьфинал турнира PFL в легком весе 2025 года |
| Победа    | 18–7   | Тим Уайлд          | Единогласное решение                           | Bellator Champions Series 5                 | 14 сентября 2024 | 3     | 5:00  | Лондон, Англия         |                                                   |
| Победа    | 17-7   | Кауэ Фернандес     | Решением (раздельным)                          | UFC Fight Night: Алмейда vs. Льюис          | 4 ноября 2023    | 3     | 5:00  | Сан-Паулу, Бразилия    |                                                   |
| Поражение | 16-7   | Йоэль Альварес     | Сабмишном (удушение Брабо)                     | UFC Fight Night: Аспиналл vs. Тыбура        | 22 июля 2023     | 2     | 4:26  | Лондон, Англия         |                                                   |
| Поражение | 16-6   | Майкл Джонсон      | Решением (единогласным)                        | UFC on ESPN: Томпсон vs. Холланд            | 3 декабря 2022   | 3     | 5:00  | Орландо, Флорида, США  |                                                   |
| Победа    | 16-5   | Дамир Хадзович     | Решением (единогласным)                        | UFC Fight Night: Блейдс vs. Аспиналл        | 23 июля 2022     | 3     | 5:00  | Лондон, Англия         |                                                   |
| Победа    | 15-5   | Вячеслав Борщёв    | Решением (единогласным)                        | UFC on ESPN: Блейдс vs. Докас               | 26 марта 2022    | 3     | 5:00  | Колумбус, Огайо, США   |                                                   |
| Поражение | 14-5   | Рафаэль Алвес      | Сабмишном (удушение гильотиной)                | UFC Fight Night: Холлоуэй vs. Родригес      | 13 ноября 2021   | 1     | 1:48  | Лас-Вегас, Невада, США |                                                   |
| Поражение | 14-4   | Рафаэль Физиев     | Решением (единогласным)                        | UFC Fight Night: Бенавидес vs. Фигейреду    | 18 июля 2020     | 3     | 5:00  | Норфолк, Виргиния, США |                                                   |
| Победа    | 14-3   | Ландо Ванната      | Решением (единогласным)                        | UFC Fight Night: Херманссон vs. Каннонье    | 28 сентября 2019 | 3     | 5:00  | Копенгаген, Дания      |                                                   |
| Победа    | 13-3   | Джозеф Даффи       | Решением (единогласным)                        | UFC Fight Night: Тилл vs. Масвидаль         | 16 марта 2019    | 3     | 5:00  | Лондон, Англия         |                                                   |
| Поражение | 12-3   | Насрат Хакпараст   | Решением (единогласным)                        | UFC Fight Night: Сёгун — Смит               | 22 июля 2018     | 3     | 5:00  | Гамбург, Германия      |                                                   |
| Поражение | 12-2   | Дэн Хукер          | Сабмишном (удушение гильотиной)                | UFC 219: Киборг - Холм                      | 30 декабря 2017  | 3     | 0:42  | Лас-Вегас, Невада, США |                                                   |
| Поражение | 12-1   | Драккар Клозе      | Решением (раздельным)                          | UFC The Ultimate Fighter 25 Finale          | 7 июля 2017      | 3     | 5:00  | Лас-Вегас, Невада, США |                                                   |
| Победа    | 12-0   | Тиему Паккален     | Нокаутом (удар)                                | UFC Fight Night 107: Манува - Андерсон      | 18 марта 2017    | 1     | 0:30  | Лондон, Англия         |                                                   |
| Победа    | 11-0   | Фрэнки Перес       | Решением (единогласным)                        | UFC Fight Night 102: Льюис - Абдурахимов    | 9 декабря 2016   | 3     | 5:00  | Нью-Йорк, США          |                                                   |
| Победа    | 10-0   | Лукаш Сайевски     | Техническим нокаутом (удары коленями и руками) | UFC 204: Биспинг - Хендерсон 2              | 8 октября 2016   | 2     | 4:40  | Манчестер, Англия      | Дебют в UFC                                       |
| Победа    | 9-0    | Кейн Муса          | Нокаутом (удар)                                | BAMMA 25 - Champion vs. Champion            | 14 мая 2016      | 1     | 0:36  | Бирмингем, Англия      | Защитил тилуча чемпиона BAMMA второй раз          |
| Победа    | 8-0    | Рик Сельвараджа    | Техническим нокаутом (удары)                   | BAMMA 22 - Duquesnoy vs. Loughnane          | 19 сентября 2015 | 1     | 0:24  | Дублин, Ирландия       | Защитил тилуча чемпиона BAMMA                     |
| Победа    | 7-0    | Джек МакГэнн       | Решением (единогласным)                        | BAMMA 19 - Petley vs. Stapleton             | 28 марта 2015    | 3     | 5:00  | Блэкпул, Англия        | Завоевал тилул чемпиона BAMMA                     |
| Победа    | 6-0    | Вернон О’Нил       | Решением (единогласным)                        | BAMMA 17 - Fletcher vs. Brightmon           | 6 декабря 2014   | 3     | 5:00  | Манчестер, Англия      |                                                   |
| Победа    | 5-0    | Джефферсон Джордж  | Решением (единогласным)                        | BAMMA 16 - Daley vs. da Rocha               | 13 сентября 2014 | 3     | 5:00  | Манчестер, Англия      | Дебют в BAMMA                                     |
| Победа    | 4-0    | Дэнни Уэлш         | Сабмишном (удушение сзади)                     | CSFC 8 - Grant vs. Stoyanov                 | 28 июня 2014     | 1     | 2:16  | Донкастер, Англия      |                                                   |
| Победа    | 3-0    | Джейкоб Гржегорчек | Решением (единогласным)                        | CSFC - Caged Steel Fighting Championships 7 | 29 марта 2014    | 3     | 5:00  | Донкастер, Англия      |                                                   |
| Победа    | 2-0    | Том Эрншоу         | Техническим нокаутом (удары)                   | CK Cage Kumite 2                            | 1 ноября 2013    | 1     | 4:52  | Барнсли, Англия        |                                                   |
| Победа    | 1-0    | Харрис Неофитоу    | Техническим нокаутом (удары)                   | MMATC - MMA Total Combat 55                 | 21 сентября 2013 | 1     | 1:27  | Спеннимур, Англия      |                                                   |